# Frota do Norte (Rússia)
A Frota do Norte (em russo:  Северный флот, Severnyy flot; nomeado durante o tempo soviético) é uma unidade da Marinha Russa responsável pela defesa do nordeste da Rússia. A frota tem acesso ao Oceano Ártico e Oceano Pacífico de bases no Mar de Barents e no Mar da Noruega. O quartel general e centro administrativo estão localizados em Severomorsk, com bases secundárias na Baía de Kola. A frota foi estabelecida como parte da Marinha Soviética em 1937. Operou mais de 200 submarinos de ataque diesel (SS) até classes nucleares com mísseis balísticos (SSBN) durante a era soviética. Uma frota civil também existiu anteriormente a Segunda Guerra Mundial.

## O mar ártico e as Flotilhas do mar Branco
Em 19 de junho de 1916, o Império Russo formou a Flotilha do Ártico (Флотилия Северного Ледовитого океана, ou Flotiliya Severnogo Ledovitogo okeana) para proteger as rotas de transporte de ataques dos Aliados pelo Mar de Barents. Após a Revolução de Outubro, a Marinha Soviética formou a Flotilha do Mar Branco (Беломорская флотилия, or Belomorskaya flotiliya) em Março de 1920, com base em Arkhangelsk. Posteriormente a flotilha foi renomeada para "Forças navais do mar do norte".

## A Flotilha do Mar do Norte
A Flotilha do Mar do Norte foi formada no início de 1933 pela transferência do Navio-patrulha Smerch e Uragan, o Submarino classe Dekabrist Dekabrist (D-1) e o Narodovolyets (D-2) além de dois destróier da Frota do Báltico. Os navios partiram de Kronstadt em 18 de maio de 1933 e chegaram à Murmansk em 5 de agosto. Outro destróier, um barco de patrulhas, um submarino e dois Navios de guerra de minas foram incorporados a flotilha em Soroka em setembro de 1933. A base militar de Polyarny tornou-se o centro da flotilha; com Beriev MBR-2 formando uma unidade em Murmansk em setembro de 1935.

## A frota do norte
A flotilha recebeu novos navios, um aeródromo, além de defesa antiaérea, sendo de redesignada como Frota do Norte em 11 de maio de 1937.

## Segunda guerra mundial
A frota do norte foi bloqueada pela Finlândia na base militar no Distrito de Pechengsky durante a Guerra de Inverno entre 1939 e 1940. Em junho de 1941, a frota incluía 8 destróiers, 15 submarinos, 2 navios de torpedo, 7 barcos de patrulha, 2 navios de minas e 116 aeronaves.
Em agosto de 1940, os soviéticos criaram a base militar do Mar Branco para defender a costa, bases, portos e outras instalações. A "Flotilha do Mar Branco" foi estabelecida em agosto de 1941, sob o comando do Vice-almirante M. Dolinin.
Durante a Frente Oriental (Segunda Guerra Mundial) entre 1941 e 1945, a frota do norte defendeu as linhas costeiras de Rybachiy e da península de Sredniy, segurando as rotas de transporte interno e externo, além de providenciar suporte de flanco marítimo para o 14º Exército Soviético. Infantaria de marinha e mais de 10 mil membros da frota do norte participaram na Ofensiva Petsamo–Kirkenes em 1944.
Entre as unidades aéreas estava o 121º Regimento de Aviação de Caças. A frota do norte foi reforçada com aeronaves navais da costa do Oceano Pacífico e do Mar Cáspio. O Reino Unido e os Estados Unidos temporariamente providenciaram o HMS Royal Sovereign e o USS Milwaukee em troca de alguns navios italianos capturados durante a guerra e foram destinados a serem divididos entre os aliados. Durante a guerra, a Frota do Norte assegurou a passagem de 1463 navios em comboios externos e 2568 em internos. Seus submarinos, barcos de torpedos, e aviação destruíram 192 cargueiros e outros 70 navios militares hostis. Decorre, também, com o número total de 118 navios de transporte, militares e auxiliares.
Navios foram perdidos quando lutaram em condições desiguais. O navio de patrulha Tuman, um antigo treineiro, foi afundado por três destróier da Kriegsmarine na entrada da Baía de Kola em 4 de agosto de 1941. O quebra-gelo Sibiryakov foi afundado em 25 de agosto de 1942 por um bolsão feito cruzador Admiral Scheer, enquanto defendia dois comboios. O barco de patrulha Murmanryby foi afundado por um submarino.
A Frota do Norte recebeu os seguintes prêmios:
- Dois regimentos de paraquedistas, uma esquadra naval de caçadores de submarinos, oito submarinos, e um destróier “Гремящий”, o qual foi promovido posteriormente Guarda Soviética.
- 85 marinheiros receberam o título Herói da União Soviética (com 3 recebendo o título duas vezes).
- Mais de 48000 homens receberam medalhas no total.

## Comandantes

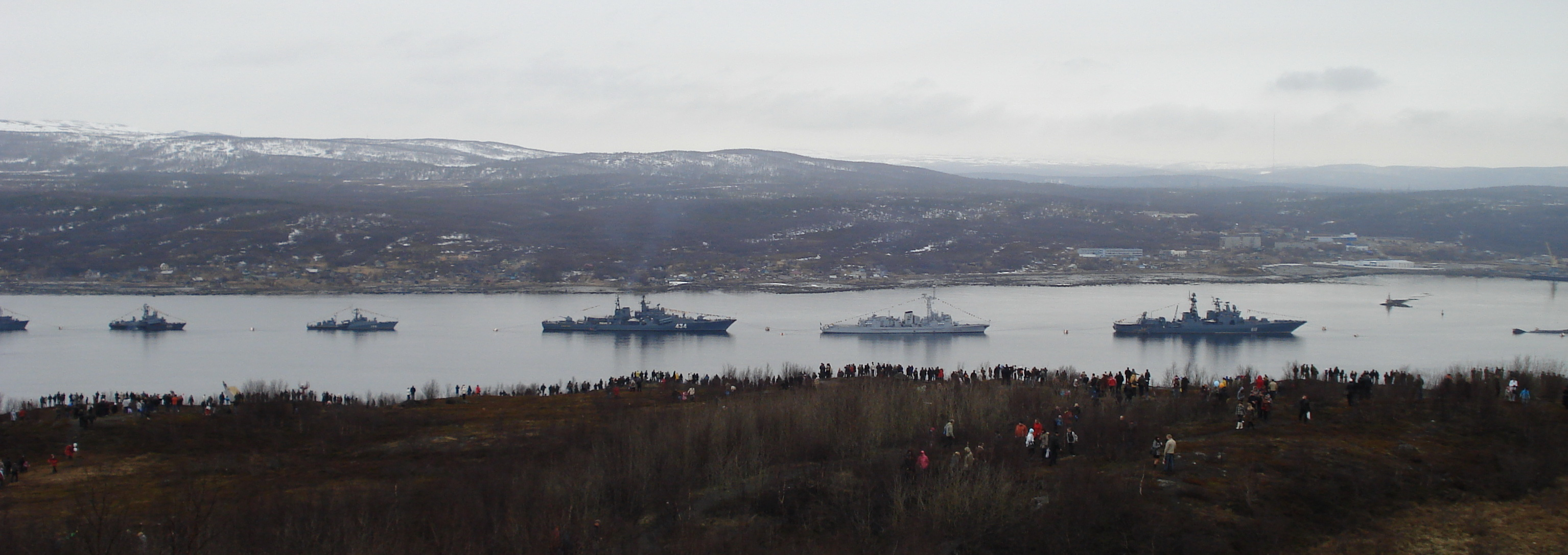
A Frota do Norte

| Nome                                                          | Período de comando                                                                |
| ------------------------------------------------------------- | --------------------------------------------------------------------------------- |
| Zakhar Aleksandrovich Zakupnev (Primeiro oficial de frota)    | 29 de maio de 1933 – 13 de março de 1935 Northern Flotilla                        |
| Konstantin Ivanovich Dushenov (Primeiro oficial de frota)     | 13 de março de 1935 – 11 de maio de 1937 Northern Fleet 11 May 1937 – 28 May 1938 |
| Valentin Petrovich Drozd (Vice Almirante)                     | 28 de maio de 1938 – 26 de julho de 1940                                          |
| Arseniy Grigoryevich Golovko (Almirante)                      | 26 de julho de 1940 – 4 de agosto de 1946                                         |
| Vasiliy Ivanovich Platonov (Almirante)                        | 4 de agosto de 1946 – 23 de abril de 1952                                         |
| Andrey Trofimovich Chabanenko (Almirante)                     | 23 de abril de 1952 – 28 de fevereiro de 1962                                     |
| Vladimir Afanasyevich Kasatonov (Almirante)                   | 28 de fevereiro de 1962 – 2 de junho de 1964                                      |
| Semen Mikhaylovich Lobov (Almirante de frota)                 | 2 de junho de 1964 – 3 de maio de 1972                                            |
| Georgiy Mikhaylovich Egorov (Almirante de frota)              | 3 de maio de 1972 – 1 de julho de 1977                                            |
| Vladimir Nikolayevich Chernavin (Almirante de frota)          | 1 de julho de 1977 – 16 de dezembro de 1981                                       |
| Arkadiy Petrovich Mikhaylovskiy (Almirante)                   | 16 de dezembro de 1981 – 25 de fevereiro de 1985                                  |
| Ivan Matveyevich Kapitanets (Almirante)                       | 25 de fevereiro de 1985 – 19 de março de 1988                                     |
| Feliks Nikolayevich Gromov (Almirante)                        | 19 de março de 1988 – 14 de março de 1992                                         |
| Oleg Aleksandrovich Erofeyev (Almirante)                      | 14 de março de 1992 – 29 de janeiro de 1999                                       |
| Vyacheslav Alekseyevich Popov (Almirante)                     | 29 de janeiro de 1999 – 15 de dezembro de 2001                                    |
| Gennady Aleksandrovich Suchkov (Almirante)                    | 16 de dezembro de 2001 – 29 de maio de 2004                                       |
| Mikhail Leopoldovich Abramov (Almirante)                      | 29 de maio de 2004 – 26 de setembro de 2005                                       |
| Vladimir Sergeyevich Vysotskiy (Almirante)                    | 26 de setembro de 2005 – 11 de setembro de 2007                                   |
| Nikolay Mikhaylovich Maksimov (Vice Almirante)                | 12 de setembro de 2007 – 30 de março de 2011                                      |
| Andrey Olgertovich Volozhinskiy (Segundo Almirante) - Efetivo | 30 de março de 2011 – 24 de junho de 2011                                         |
| Vladimir Ivanovich Korolev (Almirante)                        | 24 de junho de 2011- Novembro de 2015                                             |
| Nikolai Anatoleyevich Evmenov (Vice almirante)                | Novembro de 2015 - 3 de Maio de 2019                                              |
| Aleksandr Alekseevich Moiseyev (Vice almirante)               | 3 de Maio de 2019 - presente                                                      |